# Camera Santa di Oviedo
La Camera Santa di Oviedo (in lingua spagnola Cámara Santa de Oviedo), nota anche come Cappella di San Michele, è una chiesa cattolica di stile preromanico in Oviedo, nelle Asturie (Spagna). Essa fu eretta vicino alla torre preromanica di San Michele della cattedrale di Oviedo. Oggi la chiesa occupa l'angolo tra il braccio meridionale del transetto della cattedrale e un lato del chiostro.

## Storia
Essa fu eretta nel IX secolo come cappella di palazzo per il re Alfonso II delle Asturie e della cattedrale di San Salvatore. A parte la sua funzione di cappella reale, la Camera Santa fu costruita per custodire i gioielli e le reliquie della cattedrale di Oviedo, una funzione che continua ancora dopo 1200 anni. Alcuni di questi gioielli furono donati dai re Alfonso II e Alfonso III delle Asturie e rappresentano degli straordinari manufatti di  arte preromanica, provenienti da Toledo dopo la caduta del regno visigoto.
Di conseguenza la cattedrale di Oviedo fu anche chiamata Sancta Ovetensis, a causa della qualità e quantità di reliquie contenute nella Camera Santa. Quest'ultima rimane l'unico esemplare del complesso del primo medioevo. Essa fu costruita come una sala delle reliquie per custodire i diversi tesori associati al regno delle Asturie (Croce degli Angeli, Croce della Vittoria, Cassa delle agate, Arca Santa e Sudario di Oviedo), portati da Gerusalemme in Africa e, dopo numerosi passaggi, depositati a Oviedo da Alfonso II.
Essa è stata dichiarata Patrimonio dell'umanità da parte dell'UNESCO nel dicembre del 1998.
È il punto di arrivo del cammino di San Salvador.

## Architettura

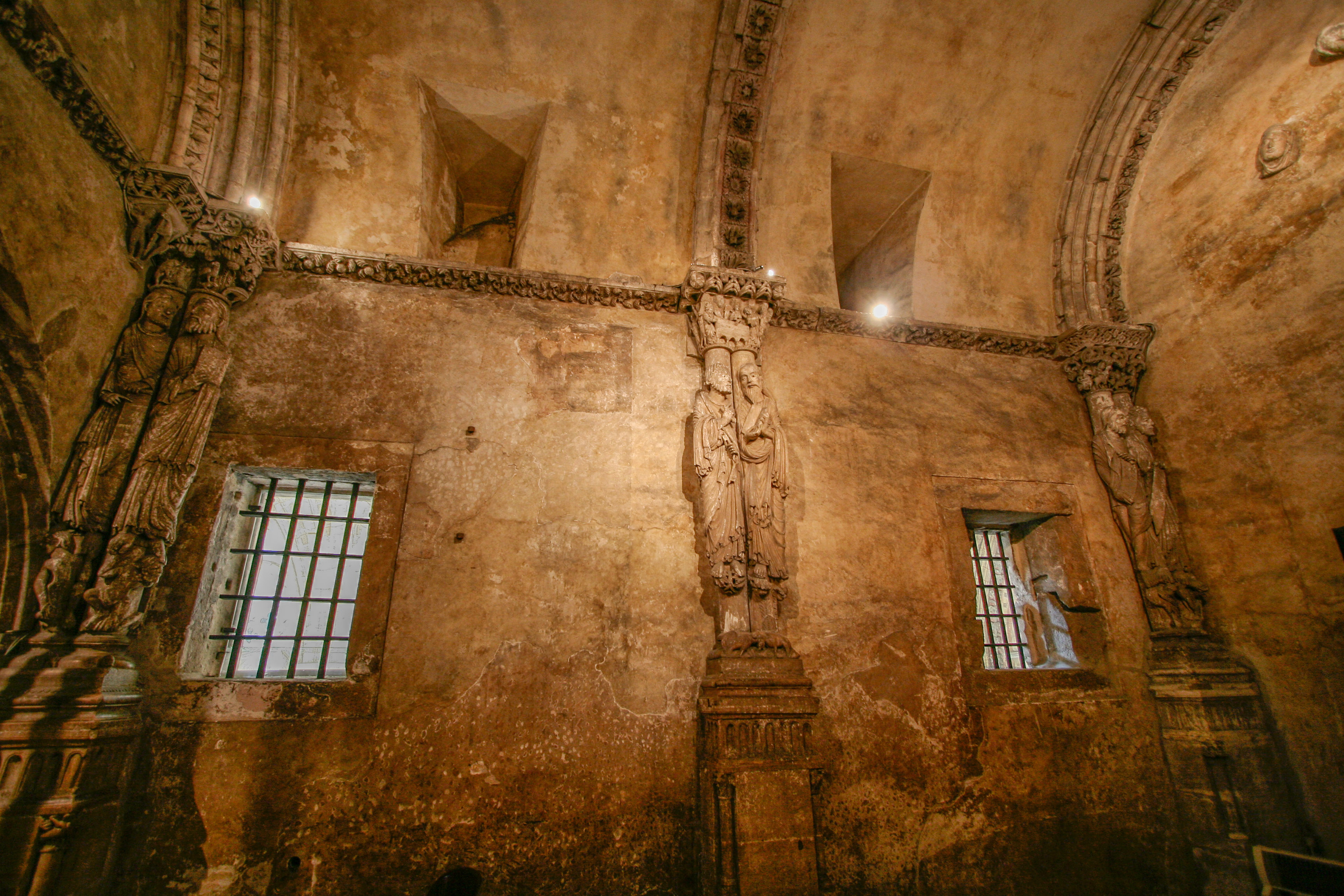
Camera Santa - Cappella di San Michele.

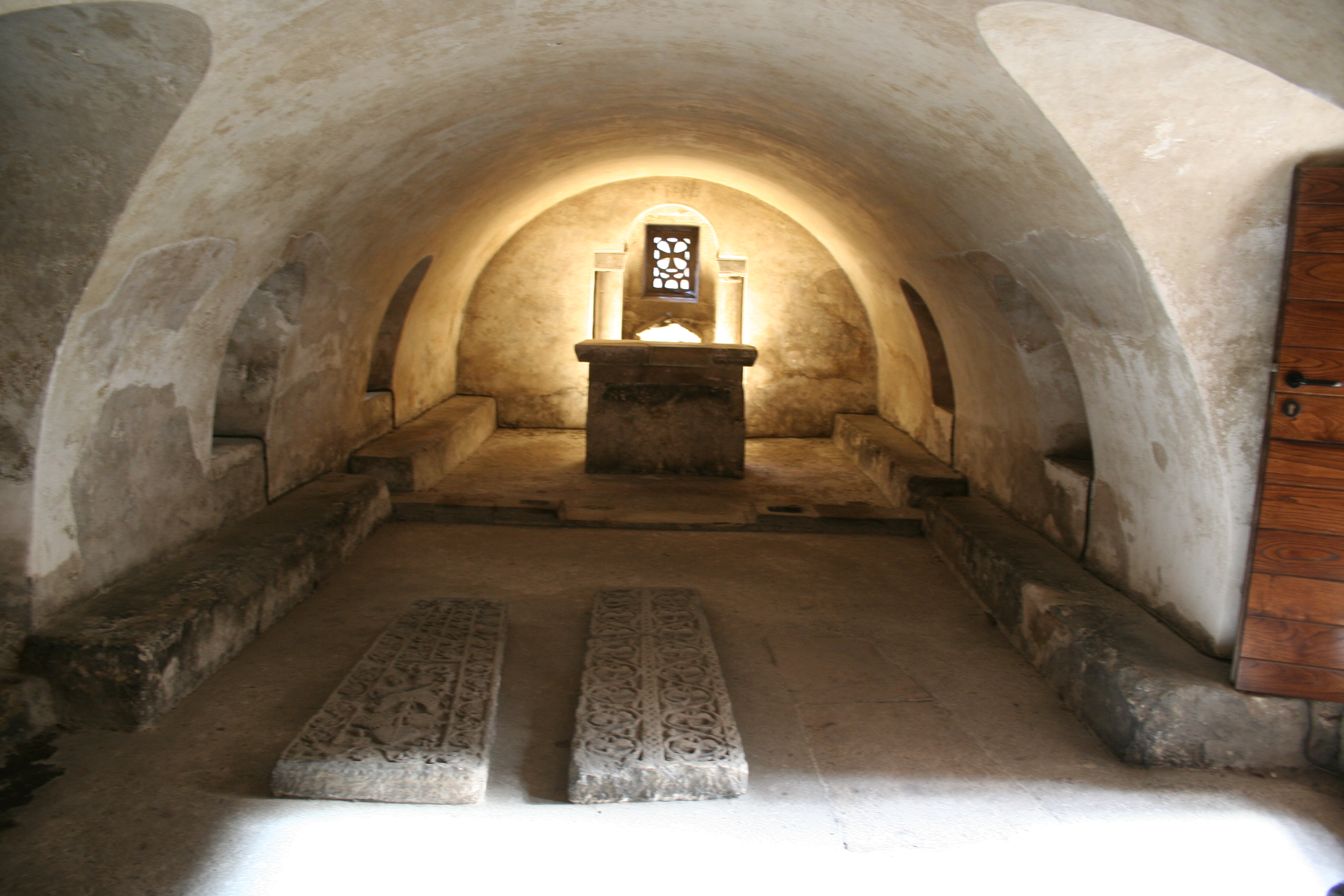
Camera Santa - La cripta di santa Leocadia

Essa è strutturata su due piani sovrapposti con una volta a botte; la cripta, al piano inferiore, è alta 2,30 metri, dedicata a santa Leocadia, contiene numerose tombe di martiri.
La cripta di santa Leocadia è una camera rettangolare con mura di pietrisco. Ha una grezza volta semicircolare a botte ininterrotta, alta circa 80 cm alla cima. Originariamente prendeva luce da finestre molto strette sui muri laterali, mere feritoie strombate verso l'interno, e da un'ampia finestra all'estremità orientale.
La Camera Santa vera e propria, come mostra la sua parte più antica, consiste in un santuario quadrato, attaccato a una cella rettangolare. Il santuario ha una bassa volta a botte. Il suo arco frontale è sostenuto da colonne marmoree di origine romana. Un paio di colonne simili decorano la finestra a est, che ha al suo interno un arco, ma all'esterno è quadrata con un arco sollevato in mattoni grezzi, proprio come la finestra della sottostante cripta.
I suoi capitelli sono di stile corinzio, con foglie racchiuse a conchiglia, e richiamano un angolo principale della chiesa di San Julián de los Prados.
Al piano superiore, la Camera Santa dedicata a san Michele Arcangelo, fu estesa nel XII secolo, allungando la sezione centrale di sei metri, una ricostruzione che fu anche provvista dell'attuale decorazione, un capolavoro dell'arte romanica spagnola. Da un punto di vista architettonico, la costruzione della Camera Santa ha risolto uno dei grandi problemi del preromanico asturiano: la copertura di spazi sovrapposti, più tardi usata negli edifici di Ramiro I delle Asturie.

## Il Sudario di Oviedo

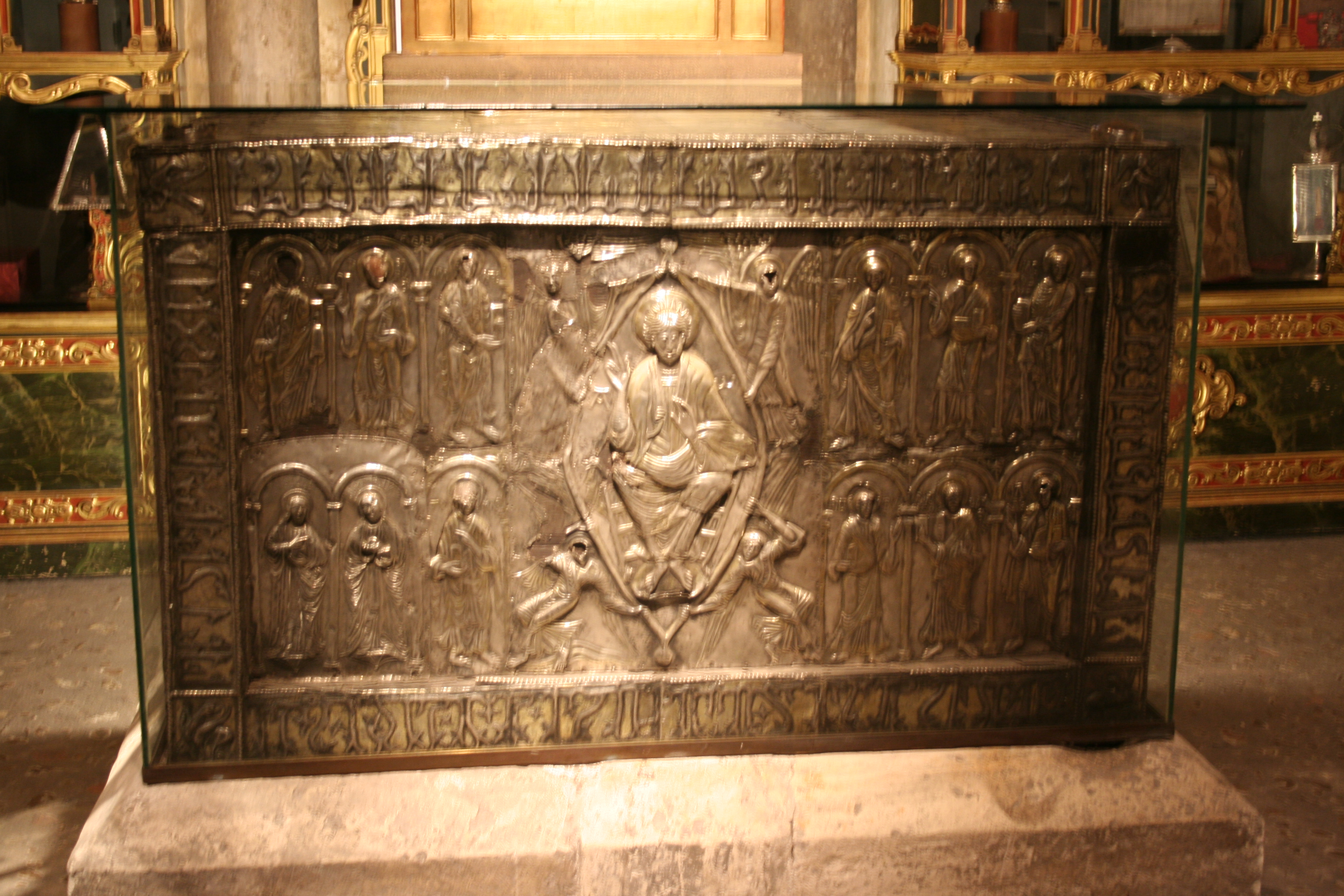
L'arca che contiene il Sudario di Oviedo.

Il Sudario di Oviedo, è un panno macchiato di sangue, conservato nell'Arca Santa, per il quale fu eretta la cappella. La leggenda vuole che il Sudarium abbia avvolto il capo di Cristo dopo la sua morte.
Vi sono notevoli corrispondenze con un certo numero di immagini acheropite quali la Sindone di Torino e il Volto Santo di Manoppello.